# Liste der Kulturdenkmale in Schneidenbach (Reichenbach)
In der Liste der Kulturdenkmale in Schneidenbach sind die Kulturdenkmale des Reichenbacher Ortsteils Schneidenbach verzeichnet, die bis Februar 2020 vom Landesamt für Denkmalpflege Sachsen erfasst wurden (ohne archäologische Kulturdenkmale). Die Anmerkungen sind zu beachten.
Diese Aufzählung ist eine Teilmenge der Liste der Kulturdenkmale in Reichenbach im Vogtland.

## Liste der Kulturdenkmale in Schneidenbach
| Bild                                    | Bezeichnung                                                              | Lage                              | Datierung                                  | Beschreibung | ID       |
| --------------------------------------- | ------------------------------------------------------------------------ | --------------------------------- | ------------------------------------------ | --- | -------- |
| Direkt Bild zu diesem Denkmal hochladen | Transformatorenhäuschen                                                  | Hauptstraße 7 (gegenüber) (Karte) | Um 1905                                    | Technisches Denkmal in seltener konischer Form, Inschrift als seltenes Zeugnis der Sozialgeschichte. Wände Stahlbeton als Ortbeton, Decken Stahlbeton, Dach Stahlbeton mit Biberschwanzdeckung, Fußboden Zementestrich, Stahltür, Festverglasung mit Drahtglas. | 09209602 |
| Direkt Bild zu diesem Denkmal hochladen | Denkmal für die Gefallenen des Ersten Weltkrieges                        | Hauptstraße 10b (vor) (Karte)     | Um 1923                                    | Gestaltete Anlage in Hanglage mit Pavillon, Ziborium für die Gefallenen, ortsgeschichtliche Bedeutung. Pavillon verputzt, neogotische Öffnungen, Bleiglasfenster, schmiedeeisernes Gitter. | 09209604 |
| Direkt Bild zu diesem Denkmal hochladen | Bienenhaus                                                               | Hauptstraße 11 (Karte)            | 1905                                       | Typisch ländliches Gewerbe, Seltenheitswert, Fachwerk | 09209606 |
| Direkt Bild zu diesem Denkmal hochladen | Ehemalige Schule                                                         | Hauptstraße 13 (Karte)            | Bezeichnet mit 1905                        | Baugeschichtliche und ortsgeschichtliche Bedeutung. Zwei Geschosse, Putzfassade. Sockel: Theumaer Fruchtschiefer. Kunststeingewände um die Fenster, linker Risalit mit Zwerghaus und hervorgehobener Fensterform (Zwillingsfenster), darüber verschieferter Turm mit Wetterfahne, hölzerner Windfang. | 09209603 |
| Weitere Bilder                          | Wasserkraftwerk Schotenmühle (Turbinenhaus)                              | Jägerhaus (Karte)                 | 1894; bezeichnet mit 1927 (Modernisierung) | Eingeschossiger Putzbau mit Resten der technischen Anlagen, unveränderte Fassade, ortsgeschichtliche Bedeutung, Denkmal der Technikgeschichte. Bezeichnet mit „1927 Städt. EL. WERK MYLAU“. Original: Fensterarmierung (Eisen), farbiges Glas, Holztonne mit Spitzbogenform, Reste des Turbinentisches, Trafokabinen. Von 1894 bis 1976 als Wasserkraftwerk in Funktion, unterirdische Druckleitung, nach 1927 fast alle Teile erneuert, 1,9 m Wasser/Seen, neues Wehr, Holzdaubenrohrleitung 280 m, Wasserhochbehälter im Dach. Ehemalige Schotenmühle im 16. Jahrhundert als Schneidmühle nachgewiesen, 1896 Brand. | 09209596 |
| Direkt Bild zu diesem Denkmal hochladen | Zwei Pechpfannen                                                         | Jägerhaus 6c (gegenüber) (Karte)  | 19. Jahrhundert                            | Granittröge zur Gewinnung von Schwarzpech, auch Griebenherd genannt, heimatgeschichtliche Relevanz | 09209598 |
| Direkt Bild zu diesem Denkmal hochladen | Ehemaliges Teichwärterhaus                                               | Jägerhaus 12 (Karte)              | Bezeichnet mit 1831                        | Ortsgeschichtliche Bedeutung, landschaftsprägende Lage. Eingeschossig, verputzt, Granitgewände am Türbereich, Krüppelwalmdach (Ziegel), giebelseitig Fachwerk. | 09209597 |
| Direkt Bild zu diesem Denkmal hochladen | Wohnhaus, Stallgebäude und Scheune sowie Toreinfahrt eines Vierseithofes | Oststraße 38 (Karte)              | Bezeichnet mit 1876 (Scheune)              | Baugeschichtliche und ortsentwicklungsgeschichtliche Bedeutung. - Wohnhaus: zwei Geschosse, Ziegelmauern, Sandsteingewände, Obergeschoss Fachwerk verputzt, hohes Krüppelwalmdach mit altdeutscher Schieferdeckung, Backhaus und Räucherhaus - Stall: Bruchsteinsockel, Obergeschoss Fachwerk mit Ziegelausfachung (ehemals unverputzt), Satteldach mit Dachüberstand - Scheune: zwei Geschosse verbrettert, Satteldach, Giebel verschiefert, Ziegeltor mit Korbbogen | 09209600 |

## Tabellenlegende
- Bild: Bild des Kulturdenkmals, ggf. zusätzlich mit einem Link zu weiteren Fotos des Kulturdenkmals im Medienarchiv Wikimedia Commons. Wenn man auf das Kamerasymbol klickt, können Fotos zu Kulturdenkmalen aus dieser Liste hochgeladen werden:
- Bezeichnung: Denkmalgeschützte Objekte und ggf. Bauwerksname des Kulturdenkmals
- Lage: Straßenname und Hausnummer oder Flurstücknummer des Kulturdenkmals. Die Grundsortierung der Liste erfolgt nach dieser Adresse. Der Link (Karte) führt zu verschiedenen Kartendiensten mit der Position des Kulturdenkmals. Fehlt dieser Link, wurden die Koordinaten noch nicht eingetragen. Sind diese bekannt, können sie über ein Tool mit einer Kartenansicht einfach nachgetragen werden. In dieser Kartenansicht sind Kulturdenkmale ohne Koordinaten mit einem roten bzw. orangen Marker dargestellt und können durch Verschieben auf die richtige Position in der Karte mit Koordinaten versehen werden. Kulturdenkmale ohne Bild sind an einem blauen bzw. roten Marker erkennbar.
- Datierung: Baubeginn, Fertigstellung, Datum der Erstnennung oder grobe zeitliche Einordnung entsprechend des Eintrags in der sächsischen Denkmaldatenbank
- Beschreibung: Kurzcharakteristik des Kulturdenkmals entsprechend des Eintrags in der sächsischen Denkmaldatenbank, ggf. ergänzt durch die dort nur selten veröffentlichten Erfassungstexte oder zusätzliche Informationen
- ID: Vom Landesamt für Denkmalpflege Sachsen vergebene, das Kulturdenkmal eindeutig identifizierende Objekt-Nummer. Der Link führt zum PDF-Denkmaldokument des Landesamtes für Denkmalpflege Sachsen. Bei ehemaligen Kulturdenkmalen können die Objektnummern unbekannt sein und deshalb fehlen bzw. die Links von aus der Datenbank entfernten Objektnummern ins Leere führen. Ein ggf. vorhandenes Icon  führt zu den Angaben des Kulturdenkmals bei Wikidata.